# 承恩胡同
39°54′07″N 116°22′02″E / 39.9018285°N 116.3672145°E
承恩胡同，是位于北京市西城区中部的一条胡同。

## 简介
承恩胡同为南北走向，南到温家街，北到永宁胡同。全长172米，平均宽4米。明朝称“承恩寺胡同”，简称“承恩寺”，因为有古刹承恩寺而得名。清朝称“承恩寺街”。1965年北京市整顿地名，定名为“承恩胡同”。承恩胡同8号院是承恩寺寺址，已成为民居。